# Pariah
Pariah er det fjerde album af det svenske melodiske black metal-band Naglfar der blev udgivet i 2005 gennem Century Media Records.

## Numre
1. "Proclamation" – 0:49
2. "A Swarm Of Plagues" – 4:48
3. "Spoken Words Of Venom" – 4:20
4. "The Murder Manifesto" – 4:27
5. "Revelations Carved In Flesh" – 4:40
6. "None Shall Be Spared" – 5:16
7. "And The World Shall Be Your Grave" – 5:07
8. "The Perpetual Horrors" – 5:03
9. "Carnal Scorn & Spiritual Malice" – 4:36

Japanske bonusnumre
- "Skulls"

Begrænset udgave af digipaks bonusnumre
- "The Calling Blaze" (Throne of Ahaz cover) – 5:00

## Musikere
- Kristoffer "Wrath" Olivius – Vokal, Bas
- Andreas Nilsson – Lead & rytmeguitar
- Marcus "Vargher" E. Norman – Lead & rytmeguitar, keyboard
- Mattias Grahn – Trommer